# Municipio El Bosque
Koordinaten: 17° 4′ N, 92° 43′ W
El Bosque ist ein Municipio im mexikanischen Bundesstaat Chiapas. Das Municipio hat etwa 18.500 Einwohner und ist 159,7 km² groß. Größter Ort des Municipios und Verwaltungssitz ist das gleichnamige El Bosque.
Von seiner Gründung 1915 bis 1934 trug das Municipio den Namen San Juan Bautista.

## Geographie
Das Municipio El Bosque liegt zentral im mexikanischen Bundesstaat Chiapas auf Höhen zwischen 300 m und 2000 m. Es zählt zur Gänze zur physiographischen Provinz der Sierra Madre de Chiapas und liegt gänzlich in der hydrologischen Region Grijalva-Usumacinta. Die Geologie des Municipios wird zu 51 % von Sandstein-Lutit bestimmt bei 48 % Kalkstein; vorherrschende Bodentypen sind der Phaeozem (55 %) und Planosol (44 %). Etwa 69 % der Gemeindefläche sind bewaldet, 17 % dienen dem Ackerbau, 14 % sind Weideland.
Das Municipio El Bosque grenzt an die Gemeinden Simojovel, Chalchihuitán, Larráinzar, Bochil und Jitotol.

## Bevölkerung
Beim Zensus 2010 wurden im Municipio 18.559 Menschen in 3.617 Wohneinheiten gezählt. Davon wurden 15.864 Personen als Sprecher einer indigenen Sprache registriert, darunter 14.878 Sprecher des Tzotzil. Knapp 30 Prozent der Bevölkerung waren Analphabeten. 4.717 Einwohner wurden als Erwerbspersonen registriert, wovon ca. 93 % Männer bzw. 0,55 % arbeitslos waren. Über 63 % der Bevölkerung lebten in extremer Armut.

## Orte
Das Municipio El Bosque umfasst 60 bewohnte localidades, von denen nur der Hauptort vom INEGI als urban klassifiziert ist. Fünf Orte wiesen beim Zensus 2020 eine Einwohnerzahl von über 1000 auf, 34 Orte hatten weniger als 100 Einwohner. Die größten Orte sind:
| Ort                    | 2010 | 2020 |
| El Bosque              | 5155 | 5833 |
| San Pedro Nichtalucum0 | 1881 | 3126 |
| Plátanos               | 1992 | 2671 |
| San Cayetano           | 1833 | 1945 |
| Álvaro Obregón         | 0867 | 1539 |
| Los Ángeles            |      | 0949 |
| Chabajebal             | 0746 | 0694 |